# Flughafen Buenos Aires–Ezeiza

i7
i11
i13
Der Aeropuerto Internacional Ministro Pistarini, bekannt als Aeropuerto de Ezeiza, liegt südsüdwestlich der autonomen Stadt Buenos Aires zwei Kilometer östlich der Stadt Ezeiza in der Provinz Buenos Aires und dient der argentinischen Hauptstadt als internationaler Flughafen. Er ist daher auch der bedeutendste internationale Flughafen Argentiniens, während die meisten nationalen Flüge vom Stadtflughafen Aeroparque Jorge Newbery bedient werden. Ezeiza ist der Stammflughafen der Aerolíneas Argentinas.
Der IATA-Code ist EZE und der ICAO-Code ist SAEZ. Der IATA-Sammelcode für den nationalen und internationalen Flughafen von Buenos Aires lautet BUE.
Der Flughafen hat aktuell drei Terminals: A, B und C. Seit September 2009 wird der Flughafen umgebaut und renoviert. Im Terminal B wurden die Teleskop-Gates abgerissen, dafür wird ein neues internationales Gate gebaut, unter anderem mit drei Parkpositionen für die A380. Seit 2018 wird der Flughafen weiter ausgebaut, unter anderem entstehen neue Parkmöglichkeiten, ein neuer Tower und weitere Gates. Im Zuge dessen soll das Terminal A komplett für den nationalen Flugverkehr genutzt werden.
Der Flughafen wird täglich von Lufthansa mit einer Boeing 747-8 Intercontinental von Frankfurt aus angeflogen.

## Verkehrszahlen
| Jahr | Fluggastaufkommen | Luftfracht (Tonnen) | Flugbewegungen |
| ---- | ----------------- | ------------------- | -------------- |
| 2017 | 9.679.689         | 205.597             | 60.890         |
| 2016 | 9.831.127         | 193.490             | 68.839         |
| 2015 | 9.127.908         | 183.954             | 66.834         |
| 2014 | 8.600.877         | 194.402             | 66.329         |
| 2013 | 8.533.372         | 209.704             | 65.774         |
| 2012 | 8.880.289         | 210.054             | 68.660         |
| 2011 | 8.276.159         | 204.828             | 63.160         |
| 2010 | 8.786.807         | 212.890             | 65.063         |
| 2009 | 7.910.048         | 162.806             | 67.488         |
| 2008 | 8.012.794         | 205.506             | 71.037         |
| 2007 | 7.478.779         | 204.898             | 70.849         |
| 2006 | 6.867.596         | 187.415             | 63.693         |
| 2005 | 6.365.989         | 177.358             | 62.048         |
| 2004 | 5.567.544         | 174.890             | 58.479         |
| 2003 | 4.891.038         | 141.042             | 54.077         |
| 2002 | 4.087.553         | 117.190             | 50.724         |
| 2001 | 5.190.283         | 160.698             | 60.196         |

## Zwischenfälle
- Am 16. Oktober 1954 versuchte der Kapitän einer Convair CV-240-6 der Aerolineas Argentinas (Luftfahrzeugkennzeichen LV-ADQ), eine markante Frontalzone des Wetters zu unterfliegen statt ihr auszuweichen. Dabei wurde die Maschine schließlich bei Capilla del Señor (Argentinien) in den Boden geflogen und irreparabel beschädigt. Der Unfall ereignete sich 78 Kilometer nordwestlich vom Flughafen Buenos Aires–Ezeiza, wo die Maschine gestartet war. Alle 32 Insassen, fünf Besatzungsmitglieder und 27 Passagiere, überlebten den Unfall.[4]

- Am 11. November 1958 fiel an einer Curtiss C-46A-45-CU Commando der argentinischen Transcontinental - TSA (LV-FTP) auf einem Trainingsflug für drei Erste Offiziere das Triebwerk Nr. 1 (links) aus. Das Flugzeug stürzte nahe dem Flughafen Buenos Aires–Ezeiza ab und brannte aus. Alle vier Besatzungsmitglieder, die einzigen Insassen, überlebten den Unfall.[5]

- Am 26. Mai 1967 nahm eine Convair CV-240-6 der Líneas Aéreas Paraguayas (ZP-CDP) in 20 Metern Höhe vor der Landung auf dem Flughafen Buenos Aires–Ezeiza plötzlich die Nase nach unten und schlug mit der linken Tragfläche auf. Die Maschine rutschte auf die Landebahn und kam auf dem Rücken liegend zum Stillstand. Ausgelöst wurde der Unfall durch die vorzeitige Aktivierung des Umkehrschubs. Allerdings war das Sicherheitssystem, das genau dies verhindern sollte, durch Wartungsfehler defekt. Alle 24 Insassen, zwei Besatzungsmitglieder und 22 Passagiere, überlebten den Unfall.[6][7]

- Am 12. Juli 1970 verunglückte eine Bristol Britannia 312F der argentinischen Aerotransportes Entre Rios (LV-JNL) auf dem Flughafen Buenos Aires-Ezeiza beim Durchstartversuch. Bei einer Sicht von null Metern drehte die Maschine nach links, streifte ein mobiles Radargerät mit ihrem Fahrwerk, schlug auf dem Boden auf und rutschte noch etwa 600 Meter weiter. Dabei entstand am Flugzeug Totalschaden. Alle 12 Insassen des Frachtfluges, 5 Besatzungsmitglieder und 7 Passagiere, überlebten den Unfall.[8]

- Im Jahr 1971 (genaues Datum unbekannt) wurde eine Curtiss C-46D-20-CU Commando der argentinischen Aerovías Halcón (LV-GXB) auf dem Flughafen Buenos Aires–Ezeiza durch Brandstiftung irreparabel beschädigt. Über Personenschäden ist nichts bekannt.[9]